# Гуаякил
Гуаякѝл или Сантяго де Гуаякил (на испански: Guayaquil) е най-населеният град в Еквадор.

## География
Намира се на западния бряг на река Гуаяс, която се влива в Тихия океан при обширния залив на Гуаякил. Градът е основно пристанище на Еквадор; важен стопански, културен и промишлен център от международно значение.
Климатът е горещ и обикновено сух. През годините на Ел Ниньо валежите са много силни между януари и април, а наводненията обичайно стават от май до декември. Мъглата е нормално явление през сухите месеци, за това часовете слънчева светлина са повече през влажния сезон.
По данни от 2009 г. градът е с население над 3 милиона души, като това го прави по-населен от столицата Кито.

## История
Счита се, че Гуаякил е основан на мястото на местно село под името Най-благороден и най-верен град Сантяго де Гуаякил (Muy Noble y Muy Leal Ciudad de Santiago de Guayaquil) от испанския изследовател и конкистадор Франсиско де Ореляна на 25 юли 1538 г. Датата се отбелязва официално като празник на града.
Историците обаче не са единодушни за датата и основателя на града. Възможно е селището да е основавано и друг път. Друг възможен основател е испанският конкистадор Диего де Алмагро.
През 1600 г. градът е с население 2000 души, което нараства до 10 000 души през 1700 г.
Гуаякил е атакуван през 1687 г. и плячкосан от френски и английски пирати. От около 260 пирати 35 души загиват и още 46 са ранени, 75 от бранителите на града умират и повече от 100 са ранени. Пиратите взимат със себе си и местни жени. Кито плаща откупа, искан от пиратите с условие да освободят заложниците и да не изгарят Гуаякил.
На 9 октомври 1820 г. почти без никакви кръвопролития група граждани, подкрепени от войска, разбиват монархически настроената исапнска войскова част и задържат хората на испанската власт. Гуаякил се провъзгласява за независим от Испания като Свободна провинция Гуаякил. Начело на града застава Хосе Хоакин де Олмедо. Това е ключова победа във войната за независимост от Испания.

## Спорт
Представителният футболен отбор на града е на клуб „Емелек“.

## Побратимени градове
- Барселона, Испания
- Богота, Колумбия
- Генуа, Италия
- Консепсион, Чили
- Маями, САЩ
- Сантяго, Чили
- Хайфа, Израел
- Хюстън, САЩ
- Шанхай, Китай

## Фотогалерия
- Word Trade Center en Guayaquil
- Barrio las Peñas
- Molimento Simón Bolivar y San Martín
- Torre del Reloj, Morisca
- Torres Colon
- Torres del Norte
- Malecon 200
- Aeropuerto